# إيفا (أرض الأرواح)
إيفا (بالإنجليزية: Iva)‏ في الترانيم الجنائزية البولينيزية، هي أرض الأرواح، حيث تعيش النفوس.